# ناثان نوكس
ناثان نوكس (بالإنجليزية: Nathan Knox)‏ (13 يوليو 1981 بكرايستشرش في نيوزيلندا - ) هو لاعب كرة قدم نيوزلندي في مركز الهجوم. لعب مع ساوثرن يونايتد وMinnesota Thunder ‏ وSeattle Sounders (1994–2008) ‏ وWestern Suburbs FC ‏ وRangers A.F.C. ‏ وكانتربيري يونايتد وDandenong Thunder SC ‏ وأتلانتا سيلفرباكس.

## وصلات خارجية
- ناثان نوكس على موقع قاعدة بيانات كرة القدم.إي يو (الإنجليزية)